# 中山信宏
中山 信宏（なかやま のぶひろ）は、日本のアニメプロデューサー。株式会社アニプレックス 企画制作第1グループ企画制作部5課課長。

## 人物
高校時代は建築を志すも成績面の理由から挫折、大学では機械や回路設計を専攻したものの、何を間違ったか編集の会社に就職。声優グランプリの編集者をやっていたが、ジェネオン宣伝部の飯田尚史にスカウトされて、当初は契約社員としてジェネオン エンタテインメントへ入社し、後に正社員に登用された。2011年にワーナーへ移籍。
上司である川瀬浩平がプロデュース（チーフプロデューサー）、中山が「プロデューサー」とタッグを組んで仕事をすることが多いが、川瀬がラジオなどで表に出る一方で、中山は実制作と作業を分担している事が多くみられた。
2017年にワーナー・ブラザースを退社しアニプレックスに移籍した。

## 作品一覧

### テレビアニメ
2004年
- この醜くも美しい世界（アシスタントプロデューサー）
- 月は東に日は西に 〜Operation Sanctuary〜（アシスタントプロデューサー）
- To Heart 〜Remember my Memories〜（アシスタントプロデューサー）

2005年
- スターシップ・オペレーターズ（制作担当）
- 苺ましまろ（アシスタントプロデューサー）
- 灼眼のシャナ（プロデューサー）

2006年
- 武装錬金（プロデューサー）

2007年
- 灼眼のシャナII -Second-（プロデューサー）

2008年
- To LOVEる -とらぶる-（プロデューサー）
- 乃木坂春香の秘密（プロデューサー）
- とある魔術の禁書目録（プロデューサー）
- ケメコデラックス!（プロデューサー）

2009年
- 初恋限定。（プロデューサー）
- よくわかる現代魔法（プロデューサー）
- とある科学の超電磁砲（プロデューサー）
- 乃木坂春香の秘密 ぴゅあれっつぁ♪（プロデューサー）

2010年
- れでぃ×ばと!（プロデューサー）
- 迷い猫オーバーラン!（プロデューサー）
- もっとTo LOVEる -とらぶる-（プロデューサー）
- とある魔術の禁書目録II（プロデューサー）

2011年
- そふてにっ（プロデューサー）
- ロウきゅーぶ!（ご意見番）※Blu-ray・DVD版のみ
- 灼眼のシャナIII -Final-（プロデューサー）

2012年
- アクセル・ワールド（プロデューサー）
- カンピオーネ! 〜まつろわぬ神々と神殺しの魔王〜（プロデューサー）
- To LOVEる -とらぶる- ダークネス（プロデューサー）

2013年
- とある科学の超電磁砲S（プロデューサー）
- ロウきゅーぶ!SS（プロデューサー）
- ストライク・ザ・ブラッド（プロデューサー）

2014年
- 白銀の意思 アルジェヴォルン（プロデューサー）

2015年
- ダンジョンに出会いを求めるのは間違っているだろうか（プロデューサー）
- GATE 自衛隊 彼の地にて、斯く戦えり（プロデューサー）
- To LOVEる -とらぶる- ダークネス 2nd（プロデューサー）
- ヘヴィーオブジェクト（プロデューサー）

2016年
- 少女たちは荒野を目指す（プロデューサー）
- ねじ巻き精霊戦記 天鏡のアルデラミン（プロデューサー、音楽プロデューサー）
- 競女!!!!!!!!（プロデューサー）

2017年
- スクールガールストライカーズ Animation Channel（チーフプロデューサー）

2018年
- ゆらぎ荘の幽奈さん（プロデューサー）
- ベルゼブブ嬢のお気に召すまま。（プロデューサー）

2019年
- ぼくたちは勉強ができない（プロデューサー）
- 通常攻撃が全体攻撃で二回攻撃のお母さんは好きですか?（プロデューサー、音楽プロデューサー）
- 俺を好きなのはお前だけかよ（プロデューサー）
- ぼくたちは勉強ができない!（プロデューサー）
- ソードアート・オンライン アリシゼーション War of Underworld（チーフプロデューサー）

2020年
- 魔王学院の不適合者 〜史上最強の魔王の始祖、転生して子孫たちの学校へ通う〜（プロデューサー、音楽プロデューサー）
- 魔法科高校の劣等生 来訪者編（企画協力）

2021年
- オルタンシア・サーガ（プロデューサー）
- ワンダーエッグ・プライオリティ（プロデューサー）
- 86-エイティシックス-（プロデューサー）
- 魔法科高校の優等生（チーフプロデューサー）
- ビルディバイド -#000000-（プロデューサー）

2022年
- その着せ替え人形は恋をする（プロデューサー）
- くノ一ツバキの胸の内（チーフプロデューサー）
- Engage Kiss（企画協力）

2023年
- あやかしトライアングル（プロデューサー）
- るろうに剣心 -明治剣客浪漫譚- (2023)（チーフプロデューサー）
- 16bitセンセーション ANOTHER LAYER（プロデューサー）

### 劇場アニメ
2007年
- 劇場版 灼眼のシャナ（プロデューサー）

2013年
- 劇場版 とある魔術の禁書目録 -エンデュミオンの奇蹟-（プロデューサー）

2019年
- 劇場版シティーハンター 〈新宿プライベート・アイズ〉（製作委員会）

2020年
- 羅小黒戦記 ぼくが選ぶ未来（プロデューサー）

### OVA
2006年
- BALDR FORCE EXE RESOLUTION（プロデューサー）

2007年
- 苺ましまろ（アシスタントプロデューサー）
- こはるびより（プロデューサー）

2009年
- 灼眼のシャナS（プロデューサー）

2010年
- OVA とある科学の超電磁砲（プロデューサー）

2012年
- 乃木坂春香の秘密 ふぃな〜れ♪（プロデューサー）

2015年
- ストライク・ザ・ブラッド OVA（プロデューサー）

2016年
- ストライク・ザ・ブラッド II（プロデューサー）

2020年
- 俺を好きなのはお前だけかよ〜俺たちのゲームセット〜（プロデューサー）

## 出演

### ラジオ
- GENEON&キャララジオ Presents のら犬兄弟のギョーカイ時事放談！（ゲスト：#01、02、13、66、67　電話出演：#42）
- 乃木坂美夏の麻衣ふぇあれいでぃお!（電話出演：#28、42）
- 井口裕香の超ラジ!Girls（ゲスト：#25、#116）
- 井口裕香のむ〜〜〜ん ⊂（　＾ω＾）⊃（ゲスト：#17）
- そふてにっくれでぃお!〇ミ（すぱーんっ）（ゲスト：#02）

### その他
- 電撃文庫MAGAZINE11月号増刊 とらドラ! VS 禁書目録 付録DVD
- とある科学の超電磁砲 予約特典DVD『学園都市最強女王決定戦 レベル5は私よ！』（司会・進行）